# Украинская народная партия (1999)
Украи́нская наро́дная па́ртия (УНП) — украинская правая политическая партия. Создана группой выходцев из Народного руха Украины (НРУ) — первой массовой демократической организации на Украине, созданной в 1989 как оппозиционной силы по отношению к правящей КПСС. 19 мая 2013 года объединилась с Народным Рухом Украины в единую партию — Украинскую народную партию «Рух», однако позднее деятельность партии была возобновлена.

## История
- 28 февраля 1999 — заместитель главы НРУ Юрий Костенко и группа его сторонников, недовольных результатами девятого съезда НРУ (12-13 декабря 1998), проводят съезд, названный ими «Десятыми Всеукраинскими Сборами НРУ», на котором Юрия Костенко избирают главой партии. Этот съезд не был признан руководством НРУ и Ю.Костенко лишился своего поста (7 марта 1999). Однако он продолжал считать своё движение истинным Народным рухом Украины, пока Верховный суд Украины не запретил ему использовать это название.

- 31 октября 1999 — участие Юрия Костенко в первом туре выборов президента.
- 20 ноября 1999 — создание оргкомитета с целью проведения учредительного съезда партии.
- 18 декабря 1999 — учредительный съезд партии «Украинский народный рух» (УНРух) в Киеве. Избрание Юрия Костенко главой партии.
- 30 декабря 1999 — регистрация партии министерством юстиции Украины.
- Соглашение о сотрудничестве между УНРух и «Батькивщиной» (лидер — Юлия Тимошенко) положило начало формированию нелевого парламентского большинства, которое полтора года поддерживало правительство Виктора Ющенко.
- 2000 — УНРух направляет своих представителей в правительство Ющенко, оказывая ему законодательную и политическую поддержку.
- 21 января 2001 — по инициативе УНРух создано объединение демократических сил «Украинские правые», в которое вошли 43 общественные организации и 9 политических партий (УНРух, «Батькивщина», УРП, УНП «С», СНПУ, ППОИ, УХДП, ХНС и УНКП).
- 9 июня 2001 — II съезд УНРух, на котором Юрий Костенко и глава НРУ Геннадий Удовенко подписали декларацию об объединении Руха.
- 7 сентября 2001 — правление УНРух приняло решение о вхождении партии в Блок партий «Наша Украина» (НУ).
- 8 сентября 2001 — правления НРу и УНРух приняли решение о вступлении в НУ и о проведении 22 января 2002 I этапа объединительного съезда обеих партий.
- 23 октября 2001 — заявление УНРух о слиянии НРУ, УНРух и ПРП в одну национал-демократическую партию. Партия так и не была создана.
- 8 декабря 2001 — III съезд УНРух; подтверждение полномочий руководства.
- 28 декабря 2001 — политсовет УНРух ратифицировал договор о создании НУ.
- 9 января 2002 — УНРух и 9 других партий подписали договор о создании блока партий «Наша Украина».
- 16 февраля 2002 — I этап объединительного съезда НРУ и УНРух. Принято решение об объединении обеих партий. Объединение так и не состоялось.
- 31 марта 2002 — УНРух принимает участие в парламентских выборах в составе НУ. В результате среди 112 депутатов от «Нашей Украины» в парламенте присутствует 20 представителей УНРух (12 по партийному списку и 8 по одномандатным округам).
- 25 января 2003 — IV съезд УНРух. Принято решение о переименовании Украинского народного руха в Украинскую народную партию (УНП).
- 20 декабря 2003 — V съезд УНП. УНП официально поддерживает кандидатуру Виктора Ющенко на пост президента страны. Юрий Костенко ведёт переговоры с Виктором Ющенко, Юлией Тимошенко и Александром Морозом о создании демократической оппозиции с единым кандидатом на пост президента. Перед началом избирательной кампании Ющенко и Тимошенко подписывают соглашение о создании Коалиции «Сила народа». УНП оказывает активную поддержку Виктору Ющенко.
- 26 декабря 2004 — Виктор Ющенко одерживает победу на выборах.
- 2005 — Несколько представителей УНП получают посты в секретариате президента Украины и правительстве Юлии Тимошенко. После ухода Юлии Тимошенко и членов её партии в отставку представители УНП остаются в правительстве Юрия Еханурова. Представитель УНП Евгений Жовтяк возглавляет Киевскую область (до 26 мая 2006).
- 26 февраля 2005 — VI съезд УНП.
- 16 марта 2005 — депутаты от УНП покинули парламентскую фракцию «Наша Украина» и создали свою собственную фракцию.
- 27 ноября 2005 — VII съезд УНП. Решение о создании блока партий «Украинский народный блок Костенко и Плюща» (К и П) в составе УНП, УС, ПВКПУ и РХП.
- 16 декабря 2005 — межпартийный съезд К и П. РХП отказалась от участия в блоке.
- 26 марта 2006 — Блок Костенко и Плюща в парламентских выборах набрал 1,87 % и занял восьмое место из 45, не сумев преодолеть трёхпроцентный барьер. В пяти регионах блок преодолел трёхпроцентный барьер, а в четырёх из них занял третье место:

1. Тернопольская область — 10,20 %
2. Ровненская область — 8,45 %
3. Волынская область — 6,27 %
4. Ивано-Франковская область — 5,44 %
5. Львовская область — 3,98 % (4-е место)

## 2006
31 июля 2006 Юрий Костенко заявил, что в случае повторных парламентских выборов он будет отстаивать идею формирования списка единой правой партии или единого правоцентристского блока национально-демократических сил. В качестве вероятных политических союзников Костенко назвал партию «Пора», Народный рух Украины и Украинскую республиканскую партию «Собор», исключив при этом Блок Юлии Тимошенко (БЮТ) из-за «присутствия в нём коррупционеров».
8 августа Украинская народная партия распространила заявление о переходе УНП в оппозицию к новому Кабинету министров: «Сформированное Верховной радой правительство является откровенным реваншем тех политических сил, которые были отстранены от власти „оранжевым“ Майданом».
В заявлении содержится резкая критика в адрес отдельных членов нового правительства. Партии, сформировавшие правительство, названы «антиукраинскими силами».
Заявления УНП о переходе в оппозицию не только к правительству, но и к парламенту впервые прозвучали 4 августа, после избрания Виктора Януковича на пост премьер-министра. УНП объявила, что инициирует «формирование оппозиционного национал-патриотического фронта».

## 2007
11 апреля 2007 лидер УНП Юрий Костенко и лидеры Народного руха Украины (Борис Тарасюк) и УРП «Собор» (Анатолий Матвиенко) подписали соглашение о создании предвыборного блока «Рух — Украинские правые» («Рух — Украинская правыця») в преддверии досрочных выборов в Верховную раду. 16 апреля межпартийный съезд блока «Рух — Украинская правыця» утвердил список кандидатов в народные депутаты. В первую пятёрку блока вошли Борис Тарасюк, Юрий Костенко, Анатолий Матвиенко, народные депутаты Василий Куйбида («Наша Украина») и депутат Верховной рады I—IV созывов Иван Заец (УНП).
5 июля 2007 блок «Рух — Украинские правые» вместе с Нашей Украиной, партией Вперёд, Украина!, Европейской партией Украины, Партией защитников отечества, Конгрессом украинских националистов, ХДС и Гражданской партией «Пора» вошёл в состав блока «Наша Украина — Народная Самооборона». Позднее Конгресс украинских националистов вышел из состава блока.
По итогам выборов блок «Наша Украина — Народная самооборона» занял третье место, получив 14,15 % (72 места в парламенте, 6 получила УНП).

## 2010

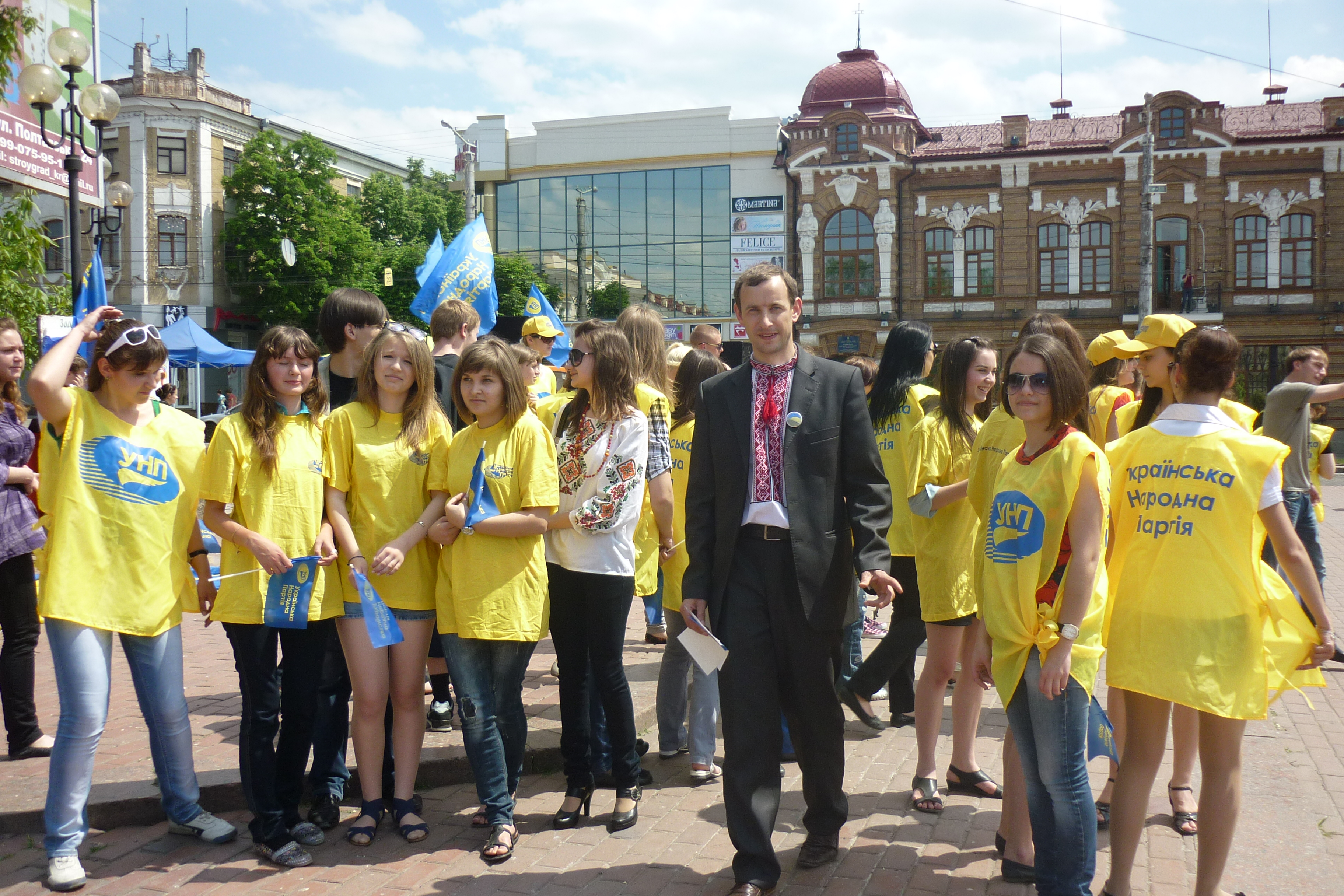
Акция УНП в Кировограде, 2011 год

На президентские выборы 2010 года Украинская народная партия выдвинула кандидатом своего лидера Юрия Костенко. Он получил поддержку 0,22 % избирателей и занял 12 место в первом туре выборов. Во втором туре партия не поддержала ни одного из кандидатов.
На региональных выборах 2010 года Украинская народная партия получила поддержку 0,75 % избирателей. УНП представлена в 7 областных советах Украины: Винницкой области (1 мандат из 132), Житомирской области (1 из 112), Ивано-Франковской области (5 из 114), Львовской области (5 из 107), Полтавской области (1 из 120), Тернопольской области (11 из 120), Хмельницкой области (1 из 104).

## 2012
В ноябре 2011 года, почти за год до парламентских выборов 2012 года, Украинская народная партия начала переговоры с партией «Наша Украина», Конгрессом украинских националистов и Украинской платформой «Собор» относительно объединения в единую партию.
26 июня 2012 года председатель «Нашей Украины» Виктор Ющенко объявил о достижении договорённости с Украинской народной партией и Конгрессом украинских националистов относительно совместного участия в парламентских выборах 2012 года. К объединению присоединились также около 30 общественных организаций.
7 июля 2012 года прошёл Форум патриотических сил Украины, на котором председатели «Нашей Украины», Конгресса украинских националистов и Украинской народной партии вместе с лидерами более 30 общественных организаций должны также подписали декларацию об объединении.
31 июля 2012 года прошёл XIII съезд Украинской народной партии, который выдвинул 49 кандидатов в народные депутаты по одномандатным избирательным округам и 105 — в списке «Нашей Украины». На съезд прибыли 285 делегатов от всех областных организаций УНП. В конечном итоге ЦИК Украины зарегистрировал только 34 кандидата-мажоритарщика от УНП на парламентских выборах 2012 года.

## Объединение с Народным рухом Украины
19 мая 2013 года на объединённом съезде Украинская народная партии и Народного руха Украины было принято решение об объединении партий на юридической основе Народного руха Украины. Главой объединённой партии было избрано главу Народного руха Украины Василия Куйбиду, а первым заместителем — и. о. главы Украинской народной партии Ивана Зайца. До 1 ноября 2013 года будет проходить перерегистрация членов объединённой партии.

## Восстановление деятельности
В 2013 году частью бывших партийных организаций деятельность партии была возобновлена.